# ミュージックエキスプレス

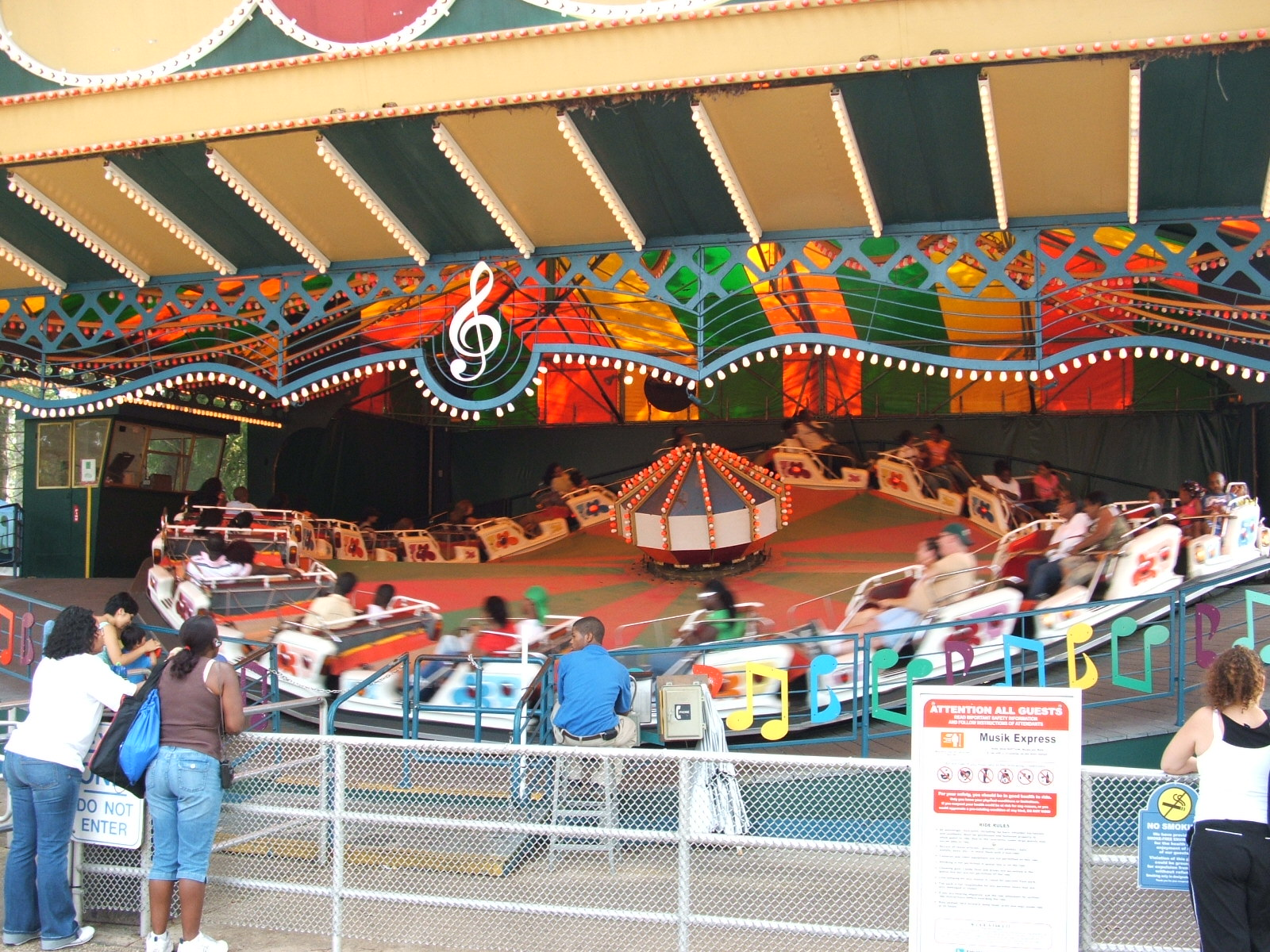
シックスフラッグス・グレート・アドベンチャーのミュージックエキスプレス

ミュージックエキスプレスは、遊園地などにあるアトラクションの一種で、波状に上下する円周上の走路をアップダウンしながら高速回転する乗り物である。
最初は前向きに回転しているが、途中で後ろ向きの回転に変わる物が多い。

## 主な種類
以下は一部を除き、途中で後ろ向き回転に変わる。
- ミュージックエキスプレス - ルスツリゾート、生駒山上遊園地、東武動物公園（前向き回転のみ、現在は撤去）
- 海賊船レガッタ - 国営ひたち海浜公園（前向き回転のみ）
- サンダーエキスプレス - 東武動物公園（前向き回転のみ）
- ブルームエクスプレス - 東京ドームシティアトラクションズ（前向き回転のみ、現在は撤去）
- ピーターパン - 横浜・八景島シーパラダイス（前向き回転のみ、現在は撤去）
- アモーレエキスプレス - ときわ遊園地
- マーリン・チャレンジ - レゴランド・ジャパン（前向き回転のみ）

以下は回転中に座席の向きが変わる。
- スカットルのスクーター - 東京ディズニーシー
- オクトパスパニック - ひらかたパーク
- シースートンバーン - 城島高原パーク（現在は撤去）

以下は回転中に座席の上にシートが覆い被さって、周囲が見えなくなり、途中後ろ向きに回転する。
- ラブエクスプレス - 東京サマーランド
- アモーレエクスプレス - リナワールド

以下は座席が固定されておらず、遠心力で座席が外側に振られる。後ろ向き回転は無い。
- フラッシュダンス - 北海道グリーンランド、那須ハイランドパーク、日本モンキーパーク他
- フライングボッブ - としまえん（撤去後閉園）
- マッターホーン - 東京サマーランド（現在は撤去）
- フラッパー - 姫路セントラルパーク

横浜ドリームランド（2002年閉園）には、学園天国を熱唱しながらミュージックエキスプレスを操作する「ヘイヘイおじさん」という名物従業員がいた（横浜ドリームランド#ヘイヘイおじさん参照）。